# Alcé
Dans la mythologie grecque, Alcé ou Alké (en grec ancien Ἀλκή / Alkḗ) était la personnification de la prouesse et du courage.

## Mythologie
Dans l'Iliade, Alcé est un des daimôns représentés sous l'égide d'Athéna aux côtés de Ioké, Éris et Phobos.